# Panna heterolepis
Panna heterolepis är en fiskart som beskrevs av Trewavas, 1977. Panna heterolepis ingår i släktet Panna och familjen havsgösfiskar. Inga underarter finns listade i Catalogue of Life.